# Kajiwara Kagetoki
Kajiwara Kagetoki (梶原 景時, 1140 - 06 de fevereiro de 1200) foi um Guerreiro Taira, que durante as Guerras Genpei do final do Período Heian passa a espionar para Minamoto no Yoritomo, e depois se torna um dos principais comandantes de Yoritomo . Ele chegou a ser conhecido por sua ganância e traição.

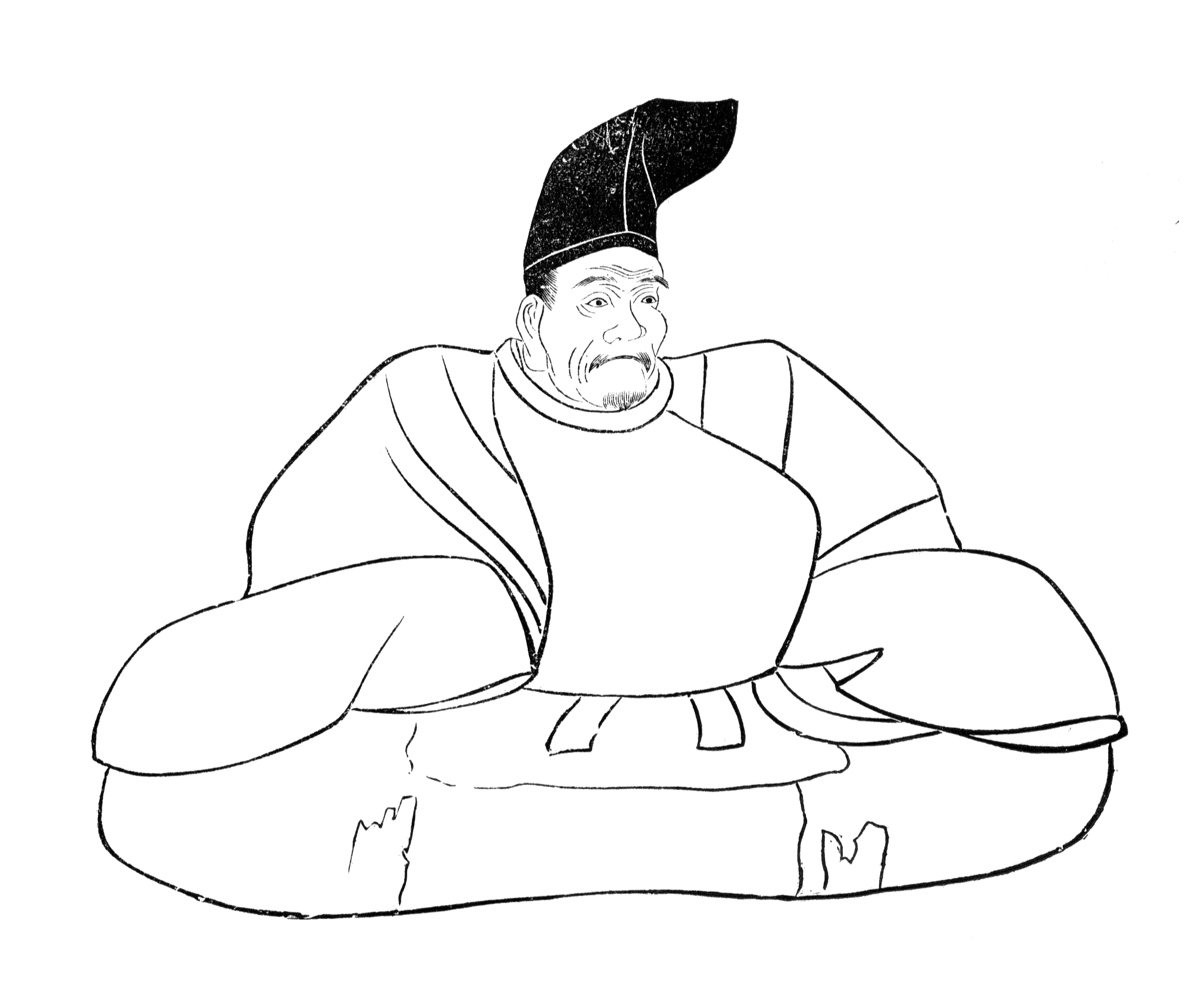
Kajiwara Kagetoki

Originário da Província de Suruga , Kajiwara entrou nas Guerras Genpei  sob comando de Ōba Kagechika, contra o Clã Minamoto. Após a vitória do Clã Taira na Batalha de Ishibashiyama em 1181, foi enviado para perseguir o exercito de Minamoto no Yoritomoque estava fugindo. Yoritomo estava escondido no tronco oco de uma árvore, que Kajiwara foi enviado para investigar, Kajiwara mudou de lado,  passando a apoiar a causa de Yoritomo .
Três anos depois, Kajiwara comandaria as forças de Yoritomo e de Minamoto no Yoshitsune na Batalha de Kurikara contra  Minamoto no Yoshinaka , e contra os Taira. Servindo na força de Yoshitsune, Kajiwara passa a reportar a Yoritomo as ações de Yoshitsune, a fim de satisfazer as suspeitas de Yoritomo desconfiado de seu irmão .
Uma história famosa ocorreu na Segunda Batalha de Uji (19 de fevereiro de 1184) quando  Minamoto no Yoshinaka destruíra a ponte de Uji para impedir que as tropas de  Minamoto no Yoshitsune e Minamoto no Noriyori os seguissem, mas  Kajiwara Kagetoki e Sasaki Takatsuna conseguiram atravessar o rio montados em seus cavalos, sendo seguido pelos demais. Atravessado o rio conseguiu facilmente derrotar Yoshinaka, e o perseguiu para longe da capital .
Em um outro episódio descrito no Heike Monogatari , Kajiwara sugere, durante a Batalha de Yashima , que Yoshitsune equipa os navios Minamoto com remos reversos caso precisarem recuar rapidamente. Yoshitsune responde rispidamente desabonando o conselho de Kajiwara, humilhando-o, dizendo que tal ato seria covardia . A partir desse ponto até a morte de Yoritomo, o Kajiwara ressentido fez tudo que pode para aumentar as tensões entre os irmãos. Sua difamação aumentava a desconfiança de Yoritomo por seu irmão mais novo, chegando a acusar Yoshitsune de conspirar contra o bakufu, que levou a seu exílio e morte  Kajiwara participou da  Campanha de Mutsu (1189) e depois disso recebeu a patente de Shugo .
Mesmo depois disso, quando o shogunato já estava firmemente estabelecido, Kajiwara ainda causou tensões na corte. Ele acusou Yuki Tomomitsu de conspirar contra o Shogun Minamoto no Yoriie , a cada dia aumentava o número de membros da Corte que queriam se livrar dele, até que finalmente retornou a Província de Suruga. No ano seguinte (1200), ele foi derrotado e morto pelas forças do Bakufu junto com seu filho Kagesue .